# Holbo Herred
Holbo Herred bestod af den nuværende Gribskov Kommune og Nødebo Sogn (som i dag ligger i Hillerød Kommune). Indbyggerne kaldtes holmboere. 
Tidligere hørte Holbo Herred under Strø Herred, men blev selvstændigt herred i slutningen af det 13. århundrede. Senere kom det under Frederiksborg Len og fra 1660 Kronborg Amt, der i 1672 blev lagt sammen med Frederiksborg Amt.
Af Trap 1898 fremgik det, at Holbo Herred ikke var et særligt frugtbart herred, da der gik 12,5 tønder land pr. 1 tønde hartkorn.

## Område
I herredet ligger følgende sogne:
- Annisse Sogn
- Blistrup Sogn
- Esbønderup Sogn
- Gilleleje Sogn
- Græsted Sogn
- Helsinge Sogn
- Mårum Sogn
- Nødebo Sogn
- Ramløse Sogn
- Søborg Sogn
- Tibirke Sogn
- Valby Sogn
- Vejby Sogn

## Segl
Det gengivne segl brugtes af Holbo Herredsting i 1648 ved hyldningen af Frederik 3. få uger efter Christian 4.'s død. Seglet menes at være fremstillet til lejligheden, da man ikke kender Holbo Herreds segl fra tidligere kongehyldninger.
Det var herredsfoged Gregers Pedersen, Annisse, og fire lovfaste dannemænd, der tog til Københavns Slot for at bekræfte herredstingets troskab over for den nye konge. Det skete med et lakaftryk på hyldningsdokumentet og seglets motiv har en forbindelse til kongehuset, idet det antagelig forestiller ruinerne af Søborg Slot, der frem til Grevens Fejde blev benyttet af de danske konger.